# ゲアハルト・シュレーダー (CDU)

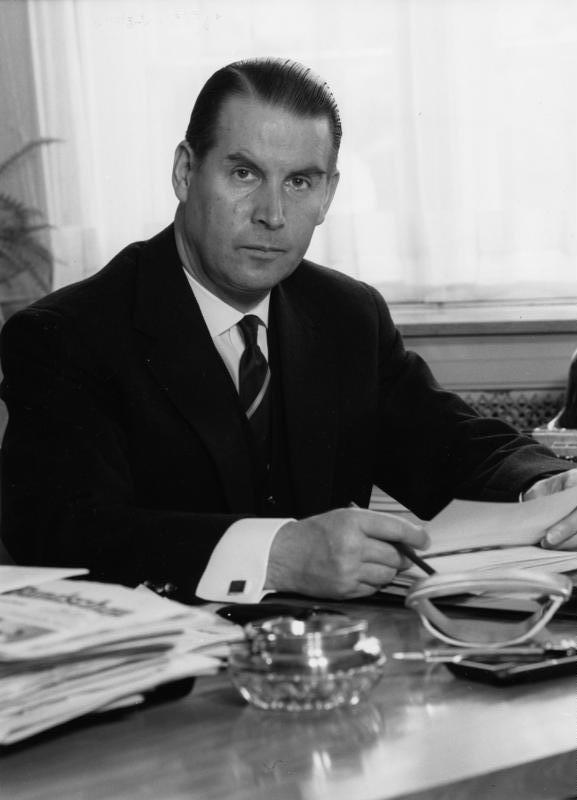
1960年、アデナウアー内閣内相時代

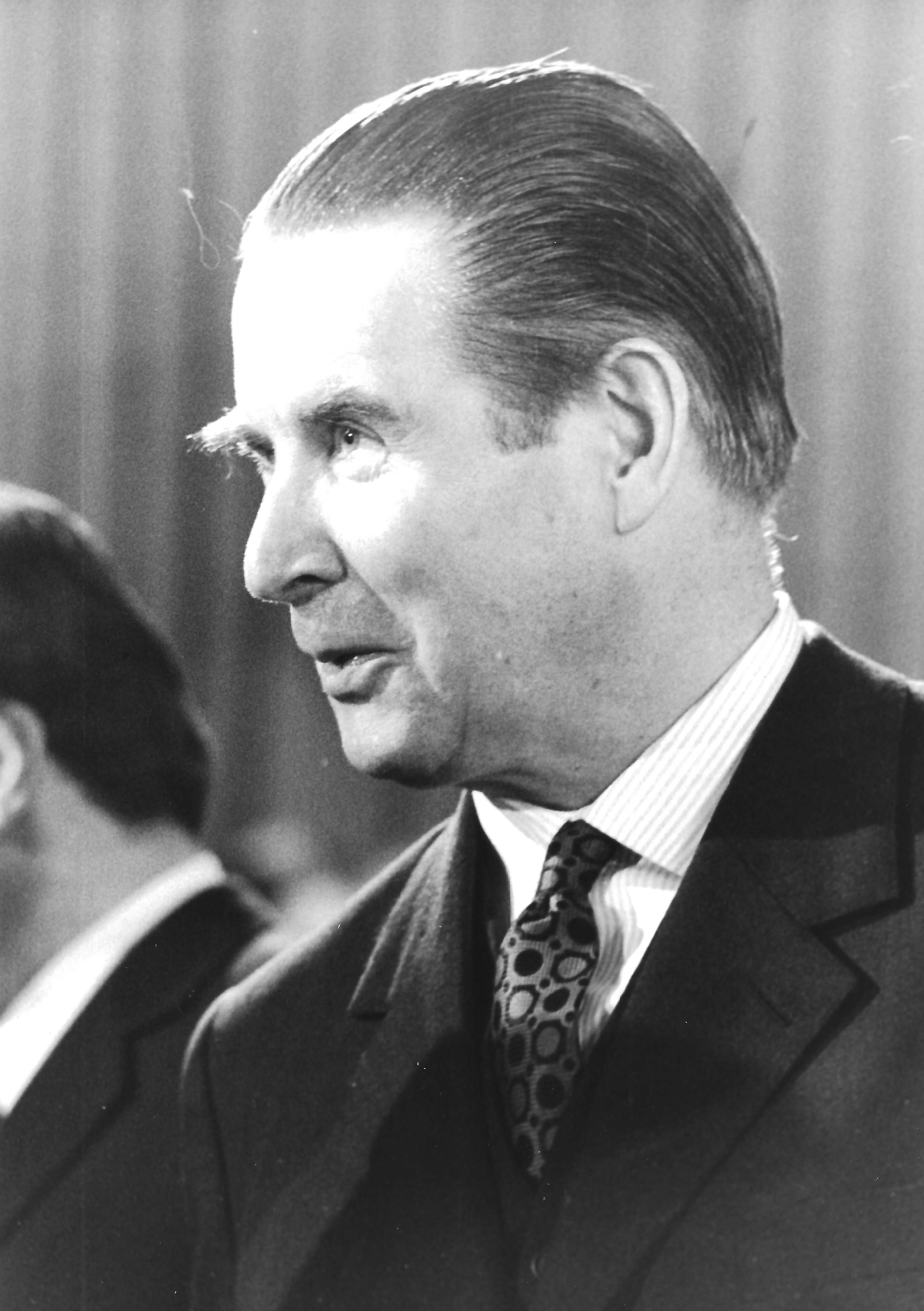
Gerhard Schröder 1971

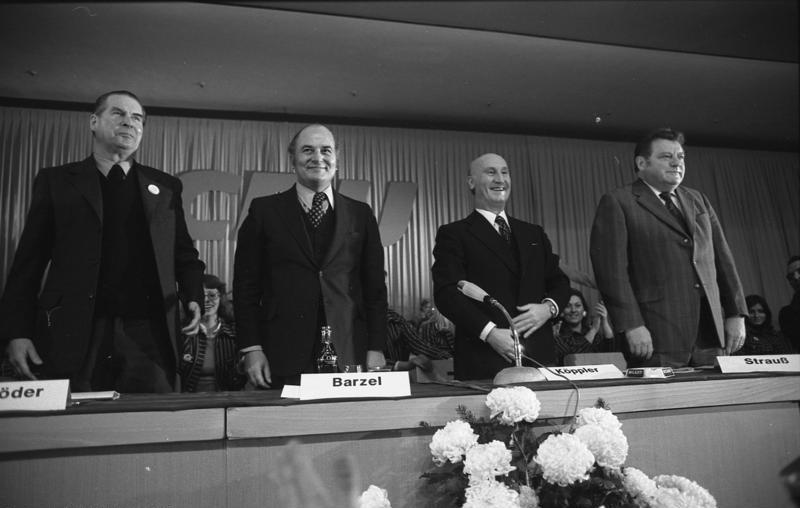
1972年総選挙でのシュレーダー（左端）。右隣はバルツェル党首、右端シュトラウスCSU党首

ゲアハルト・シュレーダー（Gerhard Schröder, 1910年9月11日 - 1989年12月31日）は、ドイツ（西ドイツ）の政治家。所属政党はドイツキリスト教民主同盟 (CDU)。3代の内閣で内務大臣、外務大臣、国防大臣などの要職を歴任した。

## 経歴
ザールブリュッケンに生まれる。ギーセンのギムナジウムで学んだ後、大学に進学して法学を学び、1932年に第一次、1936年に第二次国家司法試験に合格した。1933年に法学博士号を取得し、同年よりボン大学法学部で助手を務める。同年、国家社会主義ドイツ労働者党（ナチ党）に入党。突撃隊にも加入したが、これは上級裁判所所長の慫慂に従ってのことだった。1934年、ベルリンのカイザー・ヴィルヘルム研究所に移り、外国・国際民法の研究員となる。ここでは突撃隊の所属を更新しなかった。1936年に法務試補となるが、1939年から第二次世界大戦に従軍。大戦中の1941年に結婚したが、夫人はニュルンベルク法に定めるところのユダヤ人との「第一級混血」であったため、ドイツ国防軍の例外許可を受けての結婚だった。同年5月、告白教会の参加者との出会いをきっかけにナチ党から離党した。大戦で捕虜となり、1945年に釈放された。
大戦後はイギリス軍占領下のノルトライン＝ヴェストファーレン州内務省で公務員となるが、1947年から「北ドイツ鉄鋼監督社」で部長・弁護士として働いた。1945年にCDUの共同設立者の一員となる。1949年、ドイツ連邦議会に初当選し、以後1980年まで議席を維持し続けた。1950年、議会の調査委員会で委員長を務める。1952年6月、連邦議会CDU議員団副団長。同年、34人の同僚議員と共に小選挙区制導入法案を提出して連立の混乱を招いた。
1953年10月、コンラート・アデナウアー内閣の内務大臣に就任。法律の専門家として「法による秩序維持」の確立に尽力し、ドイツ共産党の禁止、連邦国境警備隊の組織改革などを実現した。1959年にはルートヴィヒ・エアハルトを大統領候補に推薦したが、本人に断られている。1961年11月、ハインリヒ・フォン・ブレンターノの後任として外務大臣に転じる。続くエアハルト内閣でも留任し、フランスとの協調を重視するアデナウアーら「ゴーリスト」と異なり、アメリカ合衆国との協調を最重要視する「大西洋派」の外交政策を取った。当初アデナウアーはシュレーダーを後継者に考えていたようであるが、この外交指向の相違により外されたといわれる。
1966年12月、ドイツ社会民主党 (SPD) との大連立が成立。シュレーダーはCDUの首相候補に立候補したが、議員団内での投票でクルト・ゲオルク・キージンガーに敗れた。SPD党首で副首相のヴィリー・ブラントが外相の地位を要求したため、シュレーダーは成立したキージンガー内閣では国防相に転じた。1967年、副党首に就任。1969年の大統領選挙にCDUから立候補したが、SPDの推すグスタフ・ハイネマンに敗れた。同年の総選挙敗北によるキージンガー内閣退陣に伴い、10月に国防相を離職した。
1969年から1980年まで、ドイツ連邦議会外交委員会委員長を務めた。1972年総選挙では党の重鎮としてフランツ・ヨーゼフ・シュトラウスと共にライナー・バルツェル党首を助けて選挙戦を戦ったが敗れた。翌年の党首交代に伴い副党首を退き、1980年に政界を引退した。ジュルト島カンペンで死去し、翌年1月に国葬が行われた。

## 表彰
- イタリア共和国功労勲章カヴァリエーレ・ディ・グラン・クローチェ